# Psychology Today
Psychology Today ist eine zweimonatlich in den USA erscheinende Zeitschrift für Psychologie. Die Redaktionsbüros befinden sich in New York City.

## Gründung und Geschichte
Psychology today: for a healthier life (PT) wurde 1967 durch den damals 25-jährigen Biopsychologen Nicolas Charney mit der Absicht gegründet, der allgemeinen Öffentlichkeit psychologische Fachliteratur leichter zugänglich zu machen. Charney war nach eigenen Angaben „gelangweilt von Psychologen, die über Fragen philosophierten, für die es längst empirische Ergebnisse gab“ sowie „deren aufgeblasenem und überflüssigen Vokabular“. Er wollte PT zum „Scientific American der Sozialwissenschaften“ machen. Daher wollte er ein Magazin gründen, das die Faszination und Lebendigkeit des Themas aufzeigen könne.
Fernab von den Medienkonzernen New Yorks gründete Charney sein Magazin in Del Mar, Kalifornien ohne journalistische Vorerfahrung. Nachdem er die Redaktion des Magazins kurz selbst leitete, übergab Charney die Leitung 1969 an den Medienprofi T. George Harris, der die Redaktion bis 1976 leitete und die Auflage in diesem Jahr auf über 1 Mio. Exemplare steigerte. Charney selbst gründete mit seinem Unternehmen Communication/Research/Machines das Magazin Careers Today und verkaufte PT an die Boise Cascade Corporation. 1973 reichte Boise Cascade PT weiter an Ziff-Davis Publishing. Unter dieser Leitung erreichte das Blatt im Jahr 1978 mit 1,75 Mio. Exemplaren seine höchste Auflage. Danach verlor das Magazin stetig an Auflage und Werbeeinnahmen. 1983 verkaufte Ziff PT an die American Psychological Association. Aber auch die Berufsorganisation der Psychologen konnte den Erfolg der Anfangsjahre nicht mehr erreichen und verkaufte das Blatt 1988 weiter an die New American Company. New American überschuldete sich mit der Übernahme und konnte die Schuldenlast nicht mit den Umsätzen ausgleichen. Daher verkaufte der Eigentümer, Owen Lipstein, New American an die Reader’s Digest Association und stellte kurz darauf die Veröffentlichung von PT ein.
Das Magazin wurde 1991 von einem speziell für diesen Zweck gegründeten Unternehmen, Sussex Publishers, gekauft. Anders als bei früheren Übernahmen übernahm Sussex aber nicht mehr die früheren Schulden, was Zeitschrift und Unternehmen eine neue Chance bot.

## Inhalte
Das Magazin fokussiert sich inzwischen auf Literatur zum Verhalten und deckt dabei Themengebiete wie Psychologie, Beziehungen, Neurowissenschaften, Sexualität, Elternschaft, Gesundheit – auch unter Einbeziehung alternativer Medizin – und Arbeit ab. Neben der Print-Ausgabe bietet Psychology Today eine Webseite an, auf der Verzeichnisse von Therapeuten und anderen Gesundheitsberufen ebenso zu finden sind wie Blogs von einer breiten Palette von Psychologen, Psychiatern, Sozialarbeitern, Medizinern, Anthropologen, Soziologen und Wissenschaftsjournalisten.

## Chefredakteure
- Nicholas H. Charney (1967–1969)
- T. George Harris (1969–1976)
- Jack Nessel (1977–1982)
- 1983–1997: unbekannt
- Anastasia Toufexis (1998–1999)
- Robert Epstein (1999–2003)
- Kaja Perina[8] (seit 2003)

## Rezeption
Psychology Today war das Vorbild für die seit 1974 erscheinende deutschsprachige Zeitschrift Psychologie Heute.

## Weiterführende Literatur
- Elizabeth Landau:  Do Psychologists Still Listen to Freud?, CNN, 8. Juni 2010